# Protipapež Gregor VI.
Protipapež Gregor VI. (latinsko Antipapa Gregorius Sextus), je bil italijanski rimskokatoliški kardinal in protipapež; * Rim 10. stoletje, † po 1018 

Protipapež je bil od maja do decembra 1012 – po nekaterih virih do aprila 1013; morda je bil ta čas celo pravi in zakoniti papež, vendar ga pogrešamo v papeških seznamih. Zato se je imenoval naslednji papež z imenom Gregor z isto številko kot ta protipapež: Gregor VI..

## Življenjepis

### Rimske zdrahe
Glede podatkov o Gregorju vlada velika praznina. Ne poznamo njegovih družinskih korenin, niti kraja in dneva njegovega rojstva. Končno ni jasno niti, ali je bilo Gregor njegovo krstno ali pa papeško ime. Menijo vendarle, da je bil Rimljan.  V Rimu so takrat vladale neurejene razmere. V desetletju po smrti svetorimskega cesarja Otona III. 1002 je nastala v Rimu politična praznina, ki jo je spretno izkoristil patricij Janez Krescencij (Giovanni II dei Crescenzi); ta družina je obvladovala ne samo Rim, ampak tudi Apostolski sedež in je odločilno vplivala na izvolitev papežev Janeza XVII., Janeza XVIII. in Sergija IV.. V nerazjasnjenih okoliščinah sta umrla tako rekoč en za drugim tako papež Sergij IV. (12. maja), kakor tudi njegov varuh patricij Janez II. (18. maja 1012). To je ponovno povzročilo praznino oblasti, ki so jo takoj izpolnili davni tekmeci in sovražniki Krescencijev – Tuskulski grofje. Ta družina je prevzela oblast nad mestom Rimom in je postavila svojega kandidata – drugorojenca tuskulskega grofa Gregorja – Teofilakta, ki si je privzel ime Benedikt VIII.. Z oboroženo silo je prisilila tekmeca Gregorja VI. - kardinala-duhovnika pri Santa Croce in Gerusalemme - k begu iz večnega mesta. Sklepamo lahko, da je bil iz družine Krescencijev, ki je bila do svetorimskih cesarjev sovražna. 

## Protipapež
Ob smrti  Sergija IV. 12. maja 1012 je »neki Gregor« - kot ga zaničljivo imenuje letopisec Thietmar –  nasprotoval izvolitvi Benedikta VIII. in se dal postaviti za papeža; dozdevno je imel za sabo manjšino kardinalov-volivcev. Pripadal je rodovini Krescencijev; njen vodja je umrl 18. maja. Pripadniki tuskulske stranke – ki je v nasprotju s Krescenciji bila cesarju naklonjena – so ga nemudoma izgnali iz Rima; napotil se je v Nemčijo, da bi se pritožil nad krivico in nasiljem, ki so ga nad njim izvajali. Na Božič 1012 se je srečal v Pöhldu na kraljevskem dvoru – oblečen v slovesna papeška oblačila, z nemškim kraljem. Zaprosil je za oboroženo podporo Henrika II.; izrazil pa je tudi pripravljenost, da se papeštvu odpove, če bo to zahtevala pravičnost. Ta modri in zviti vladar ga je sprejel z veliko vljudnostjo in spoštovanjem ter mu obljubil, da bo njegov primer skrbno preučil v skladu s cerkvenim pravom in običaji Rimske Cerkve, kakor hitro bo prišel v Rim; obenem pa mu je odvzel papeške oznake, ki jih je nosil in mu prepovedal izvrševati kakršnakoli papeška opravila. Ni mu seveda povedal, da že vodi tajne pogovore z njegovim nasprotnikom - Benediktom VIII.. Po tem je Gregor VI. – izginil iz zgodovine.   

## Smrt in spomin
Zadnjič ga omenjajo 1018. Umrl je najverjetneje po tem datumu - verjetno nekje v Nemčiji.  

### Mračno stoletjeincezaropapizem
Za papeže je bilo 10. stoletje vsekakor temačno obdobje in ga po pravici imenujemo Mračno stoletje. Kronika, ki jo je napisal nemški škof Liutprand, slika posvetnost na papeškem dvoru; vendar je njegova poročila treba brati s pridržkom, saj je bil pisec zelo protirimsko razpoložen - kar tudi sam izrecno poudarja - in je zato dvomno, da je pisal nepristransko.  Za to obdobje torej manjkajo neodvisni in nepristranski zgodovinski viri. Večino poročil o škandalih, nasilju in razvratu v Rimu je napisal torej že omenjeni Liutprand. Svojemu delu je dal pomenljiv naslov Maščevanje (Obračun, Antapodosis). Ta naslov daje slutiti, da je v svojem pripovedovnju brez dvoma pretiraval, pa tudi potvarjal zgodovinsko resnico, da bi se na ta način maščeval nekaterim ljudem, ki so se mu zamerili. Kljub Liutprandovim pretiravanjem pa je bilo v takratni družbi res marsikaj slabega, kar je najedalo tudi Cerkev tako od zunaj kot od znotraj. Tako si lahko ustvarimo mnenje, da je to bil v resnici strašen čas. 
Rimske družine so obvladovale papeštvo deloma tudi v 11. stoletju: najprej Krescenciji, nato Tuskulci (Tuskulani). Z obnovo Svetorimskega cesarstva nemške narodnosti pa je po Mračnem stoletju nastopil za Cerkev čas prav tako mračnega cezaropapizma z laično investituro, kar je pripeljalo do dolgotrajnega, nepopustljivega in izčrpljujočega investiturnega boja. Cesar se je začel vmešavati v cerkvene zadeve ne le z umeščanjem škofov in opatov, ampak tudi s postavljanjem in odstavljanmjem papežev. Zanimivo, da so papeži svojim kraljem-zaveznikom na Ogrskem mirne duše prepuščali ta privilegij še naprej.

Z vzpostavitvijo rimsko-nemškega cesarstva 962 se je začela oblikovati v tem cesarstvu nemške narodnosti t.i. Reichskirche (državna Cerkev). Že Karel Veliki je v nekaterih primerih sam imenoval škofe, Oton I. pa je njegov državni cerkveni sistem dopolnil. Zagotovil si je pravico imenovanja in umeščanja škofov; tako je uvedel laično investituro za visoke cerkvene službe, ki so odslej bile povezane z bogatimi fevdi. Škofje so z umeščanjem postali cesarjevi vazali, Cerkev je vse bolj postajala »osrednja državna ustanova«. V času Otona III. je laična investitura postala že reden državni sistem, istočasno pa so se pojavile številne neugodne posledice takega sestava; za Cerkev je bilo torej povezovanje s fevdalnim sistemom pogubno. 